# Bernard le Bovier de Fontenelle
Bernard le Bovier de Fontenelle (francès: Bernard Le Bovier, sieur de Fontenelle)  (Rouen, 11 de febrer de 1657 - París, 9 de gener de 1757) (conegut simplement com a Fontenelle) va ser un poeta, dramaturg i assagista francés dels segles XVII-XVIII.

## Vida
Nascut a Rouen, el seu pare pertanyia a una llarga tradició familiar d'advocats i la seva mare era germana dels dramaturgs Pierre i Thomas Corneille. Va estudiar al col·legi dels jesuïtes de Rouen, on va coincidir amb Varignon i L'Hôpital.
A les seves biografies es diu que va estudiar lleis per seguir la tradició paterna, però no diuen a quina universitat ho va fer, ni si va acabar els estudis. Això no obstant, va decidir seguir les seves inclinacions literàries, que havia tingut des de ben jove.
El 1677 publica la seva primera obra al Mercure Galant, L'Amour noyé i continua escrivint llibrets d'òpera (musicats per Lully o Pascal Collasse) i tragèdies, sense gaire èxit. El 1681 produeix una comèdia, La comète, inspirada en l'aparició d'un cometa aquell any, en la que aprofita per exposat les teories científiques sobre els cometes i ridiculitzar les antiquades nocions sobre aquests fenòmens. En aquesta obra ja es traspua el que faria famós a Fontenelle: la seva habilitat per exposar de forma senzilla les idees científiques i el seu rebuig de totes les idees preconcebudes i mítiques.
El 1688 s'instal·la a París a casa del seu oncle Thomas Corneille, amb qui havia escrit els llibrets de les òperes de Lully.
El 1691 ingressa a l'Acadèmie i el 1697 a l'Acadèmie Royale des Sciences, de la que serà nomenat secretari perpetu, conservant el càrrec fins al 1740, amb més de 80 anys. El substituirà Jean-Paul Grandjean de Fouchy. També va ser escollit fellow de la Royal Society (1733) i membre d'altres acadèmies de ciències europees.
Va morir plàcida i tranquil·lament (com havia viscut) un mes abans de complir els 100 anys.

## Obra

### Literària
Algunes de les obres van ser publicades sota diferents pseudònims. Les seves obres literàries es concentren a la dècada dels 80.
- Psyché (1678), llibret d'òpera escrit amb Thomas Corneille, música de Lully
- Bellérophon (1679), llibret d'òpera escrit amb Thomas Corneille, música de Lully
- Aspar (1680), tragèdia
- La comète (1681), comédia
- Nouveaux dialogues des morts (1683)
- Jugement de Pluton (1684). Aquesta obra, com l'anterior, són una sèrie de diàlegs entre els antics i els moderns, en els que senyala subtils observacions morals en un estil molt viu. També s'hi troben referències científiques, però no són el centre dels diàlegs.
- Lettres diverses de M. le Chevalier d'Her (1684), publicada anònimament i que ell no reconeixia com seva.
- Histoire des oracles (1686), on mostra el seu escepticisme sobre les religions.
- Poésies pastorales de M.D.F., avec un. traité sur la nature de l'églogue  (1687)
- Thétis et Pélée (1689), llibret d'òpera, música de Pascal Colasse
- Enée et Lavinie (1690), llibret d'òpera, música de Pascal Colasse
- Brutus (1691), tragèdia, sota el pseudònim de Madmoiselle Bernard[10]

### Històrica
Potser les seves obres més influents van ser sobre el mètode històric i la seva influència sobre la història de la religió i les sves conseqüències en el cristianisme:

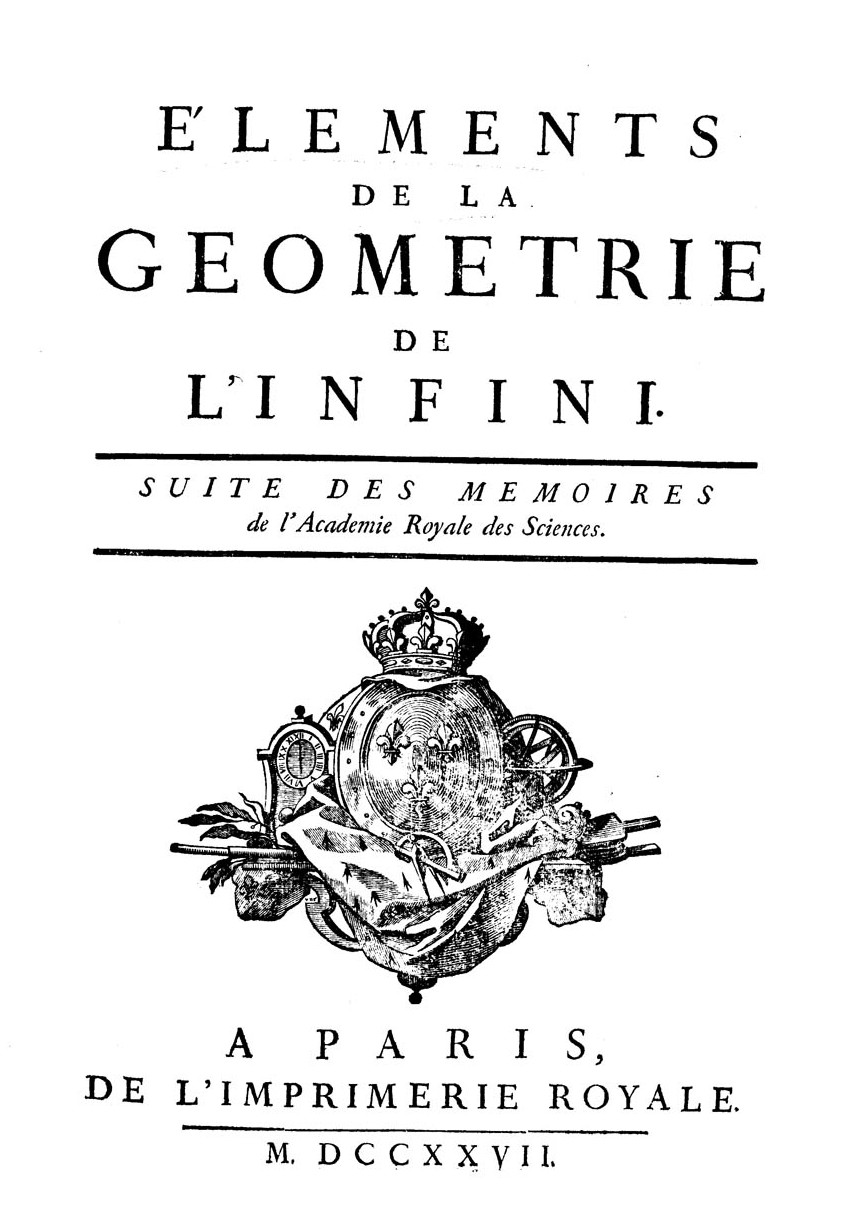
Éléments de la géométrie de l'infini, 1727

- Relation de l'île de Bornéo (1686)
- Histoire des oracles (1687)
- De l'origine des fables (1724)
- Sur l'histoire (1758)

### Divulgació científica
En les seves obres de divulgació científica va ser capaç de sintetitzar les idees i els valors de la recerca científica tal com es feia en el seu temps, convertint-les en una teoria coherent dels progrés científic:
- Mémoire composé par M.D.F.D.R. (Monsieur de Fontenelle de Rouen) contenant une question d'arithmétique (1685), és un article publicat a la revista Nouvelles de la république des lettres i que és la primera incursió de Fontenelle en temes de matemàtica abstracta.
- Entretiens sur la pluralité des mondes (1686). És la seva gran obra divulgativa: en forma de converses desenvolupades en passejades pel jardí d'una marquesa, exposa les diferents concepcions astronòmiques de Ptolemeu, Copèrnic i Tycho Brahe. Com que Fontenelle no era un astrònom, hi havia nombrosos errors que va anar corregint en les successives edicions a instàncies del seus col·legues de l'Acadèmie.[4]
- Éléments de la géométrie de l'infini (1727)
- Histoire de l'Académie royale des sciences. Tome Ier. Depuis son établissement en 1666, jusqu’à 1686 (1733)
- Théorie des tourbillons cartésiens avec des réflexions sur l'attraction (1752)

### Obituaris
Una menció especial mereixen els seus eulogis-obituaris de científics. Com a Secretari de l'acadèmia de ciències, es va encarregar des de 1689 fins a 1739, d'escriure els eulogis que es llegien a l'acadèmia en ocasió de la defunció de qualsevol dels seus membres o d'altres científics reconeguts. Els primers que va fer eren curts, però aviat es va adonar que allà hi havia un gènere literari. Va escriure més de setanta obituaris entre els quals destaquen el de Viviani (1703) i el de Du Fay (1739).

## Epònim
El cràter lunar Fontanelle rep aquest nom en honor seu.